# Ferdinand Ludvík Libštejnský z Kolovrat
Ferdinand Ludvík Libštejnský z Kolovrat (německy Ferdinand Ludwig (Reichsgraf) von Kolowrat-Liebsteinsky, 12. prosince 1621, Innsbruck – 30. září 1701, Borohrádek) byl český šlechtic, císařský komorník a velkopřevor Řádu maltézských rytířů. Pocházel z libštejnské větve českého rodu Kolovratů.

## Životopis
Pocházel ze starého českého šlechtického rodu Kolovratů, patřil k linii Libštejnských. Narodil se jako druhorozený syn místokancléře Albrechta IV. Libštejnského z Kolovrat a jeho manželky Sabiny Viktorie baronky z Wolkensteinu.
Kariéru zahájil jako páže u dvora arcivévody Leopolda Viléma a v roce 1638 vstoupil do Maltézského řádu. Na Maltě sloužil u řádového loďstva a v letech 1662, 1667 a 1675–1677 byl jeho admirálem. Mezitím byl komturem několika komend na různých místech habsburské monarchie a v roce 1664 také vyslancem Maltézského řádu ve Vídni. V letech 1676–1701 byl velkopřevorem Maltézského řádu v Čechách, na Moravě a ve Slezsku. Ve Vratislavi zřídil řádovou komendu S. S. Corporis Christi, která byla přislíbena městu a v roce 1692 opět rozpuštěna. Jako odměnu za to mu řád udělil privilegium v případě obsazení tohoto úřadu. Ze světských funkcí zastával hodnosti císařského komořího, tajného rady, dále byl přísedícím dvorského soudu a jako maltézský velkopřevor také členem sboru místodržících Českého království.
Věnoval se aktivně správě řádových statků v Čechách, vedl dlouholetý spor se Strakonicemi, které byly hlavním majetkem Maltézských rytířů. Pro Maltézský řád přikoupil v roce 1692 panství Měcholupy u Klatov. Jako svůj osobní majetek užíval z otcova dědictví panství Borohrádek, kde příležitostně pobýval a také zde zemřel. Pohřben byl v dnes již zaniklém kostele sv. Prokopa v Praze na Malé Straně.
Se svými bratry byl v roce 1658 povýšen do říšského hraběcího stavu, v roce 1660 byl hraběcí titul potvrzen pro České království. Jeho starší bratr František Karel Libštejnský z Kolovrat (1620–1700) byl dlouholetým zemským hejtmanem na Moravě, mladší bratr Jan Vilém Libštejnský z Kolovrat (1624–1668) byl velmistrem Řádu křižovníků s červenou hvězdou a arcibiskupem pražským.